# Política exterior del gobierno de Daniel Noboa
Las relaciones exteriores de Ecuador durante el gobierno de Daniel Noboa, es una de las iniciativas de la política ecuatoriana dirigida hacia otros estados por el presidente del Ecuador.
La canciller, oficialmente ministra de Relaciones Exteriores y Movilidad Humana del Gobierno de Noboa, es Gabriela Sommerfeld.

## América

### Argentina

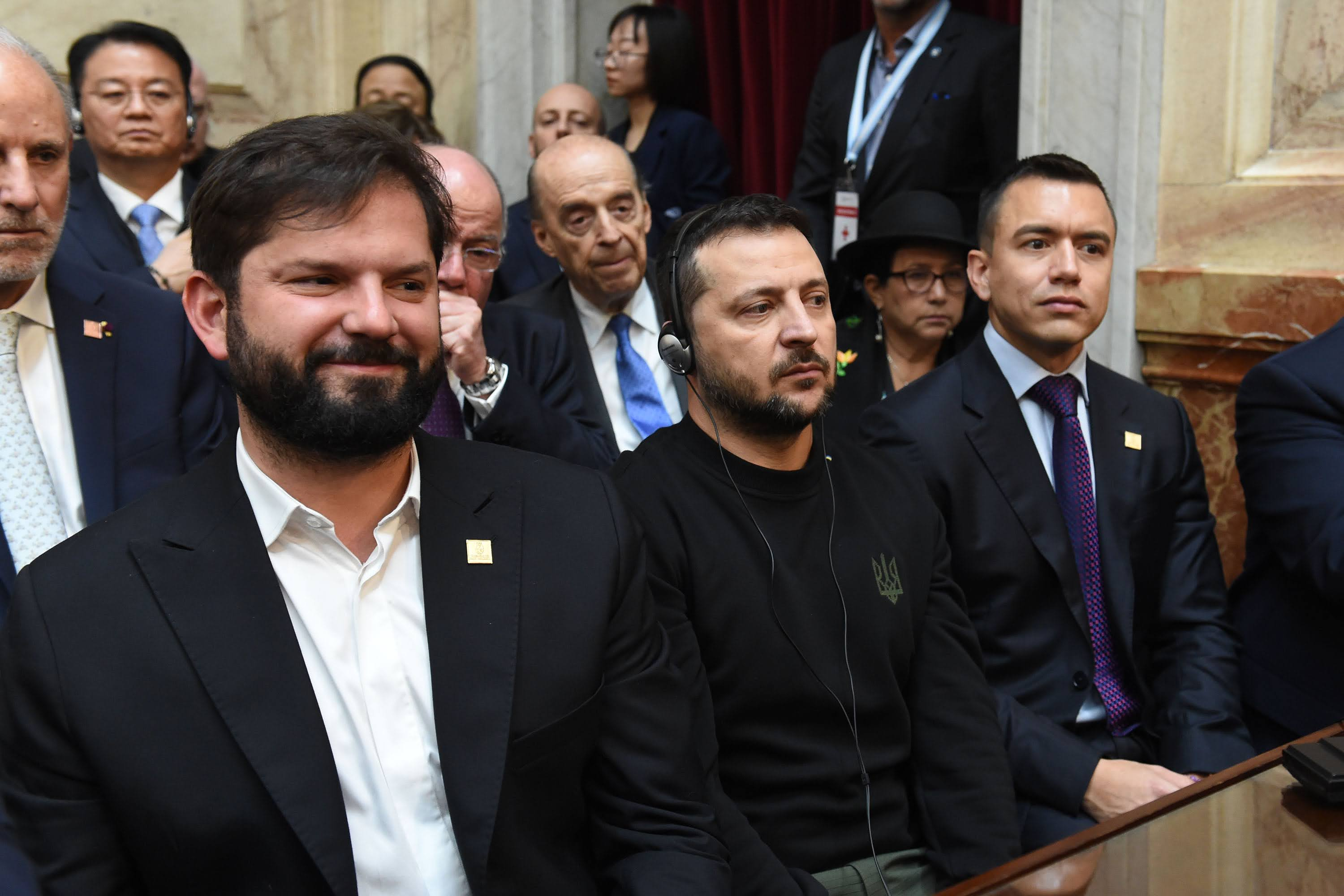
Gabriel Boric, Volodímir Zelenski y Noboa en la toma de posesión de Javier Milei en diciembre de 2023.

El 10 de diciembre de 2023, Noboa asistió a la toma de posesión del presidente argentino Javier Milei. En 2024 Noboa declaró a The New Yorker sobre Mileiː «Yo no sé por qué él piensa que es tan genial. No ha logrado nada desde que fue nombrado Presidente. Se ve que es muy ególatra, que es algo muy argentino, de hecho».

### Brasil
Cuando el periodista Jon Lee Anderson de The New Yorker le preguntó en 2024 a Daniel Noboa con cuál líder se sentía más alineado, respondió que con el presidente Lula Da Silva.

### Colombia
Noboa declaró a The New Yorker que el presidente Gustavo Petro es un «snob de izquierda», y que «es inteligente, pero no está logrando hacer nada».

### El Salvador

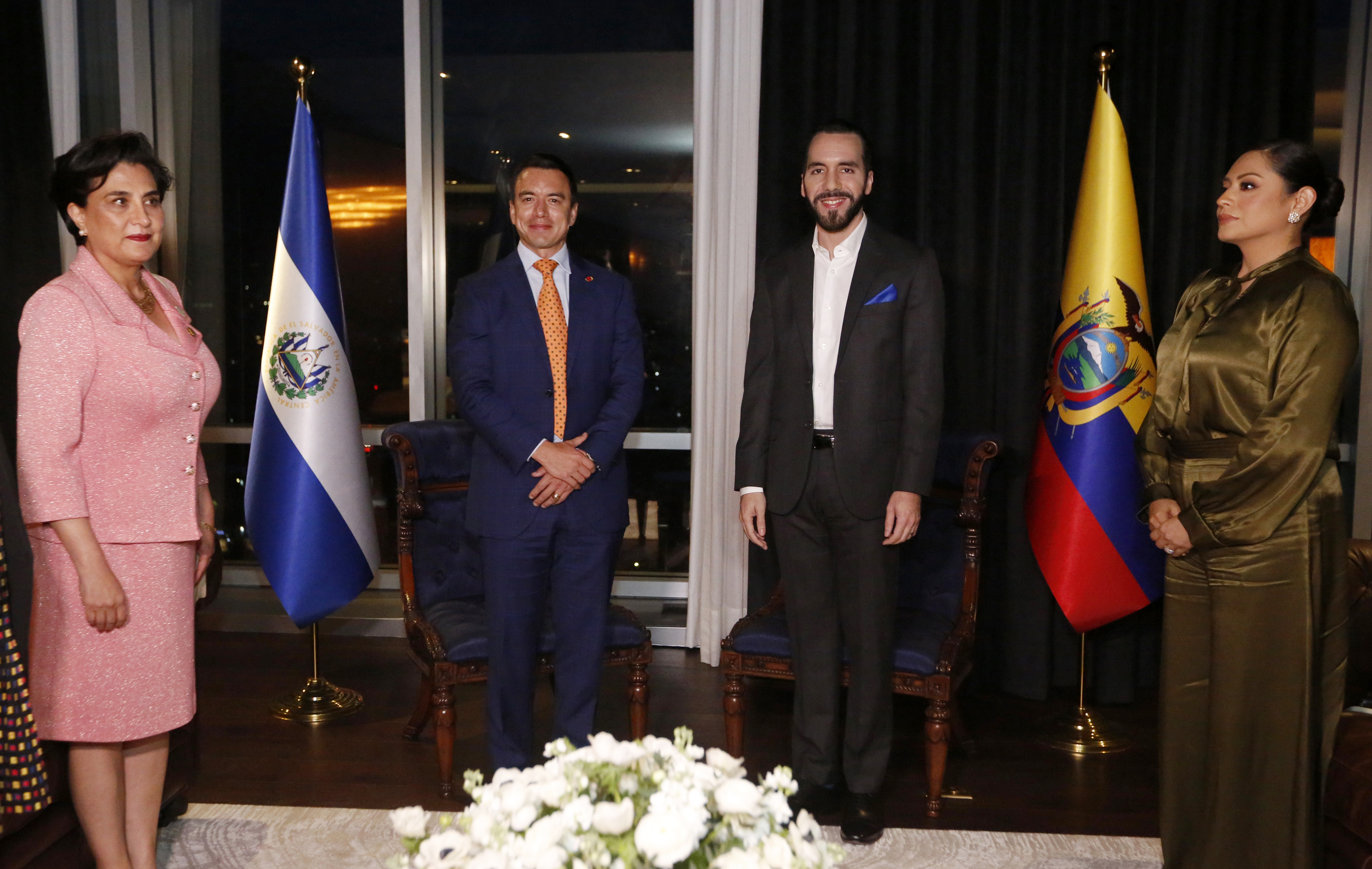
San Salvador (El Salvador), 31 de mayo de 2024.- El Jefe de Estado ecuatoriano, Daniel Noboa, mantuvo un diálogo fraterno con el presidente electo por segunda ocasión Nayib Bukele

Noboa declaró a The New Yorker sobre el presidente Nayib Bukele: «El hombre es arrogante y (hace todo para) controlar el poder para él mismo y enriquecer a su familia».

### Estados Unidos
El presidente Daniel Noboa declaró a The New Yorker que le pidió ayuda económica al gobierno de los Estados Unidos con el tema de la frontera Colombia-Ecuador. Dijo también que recibía inteligencia y seguridad de la CIA.

### México

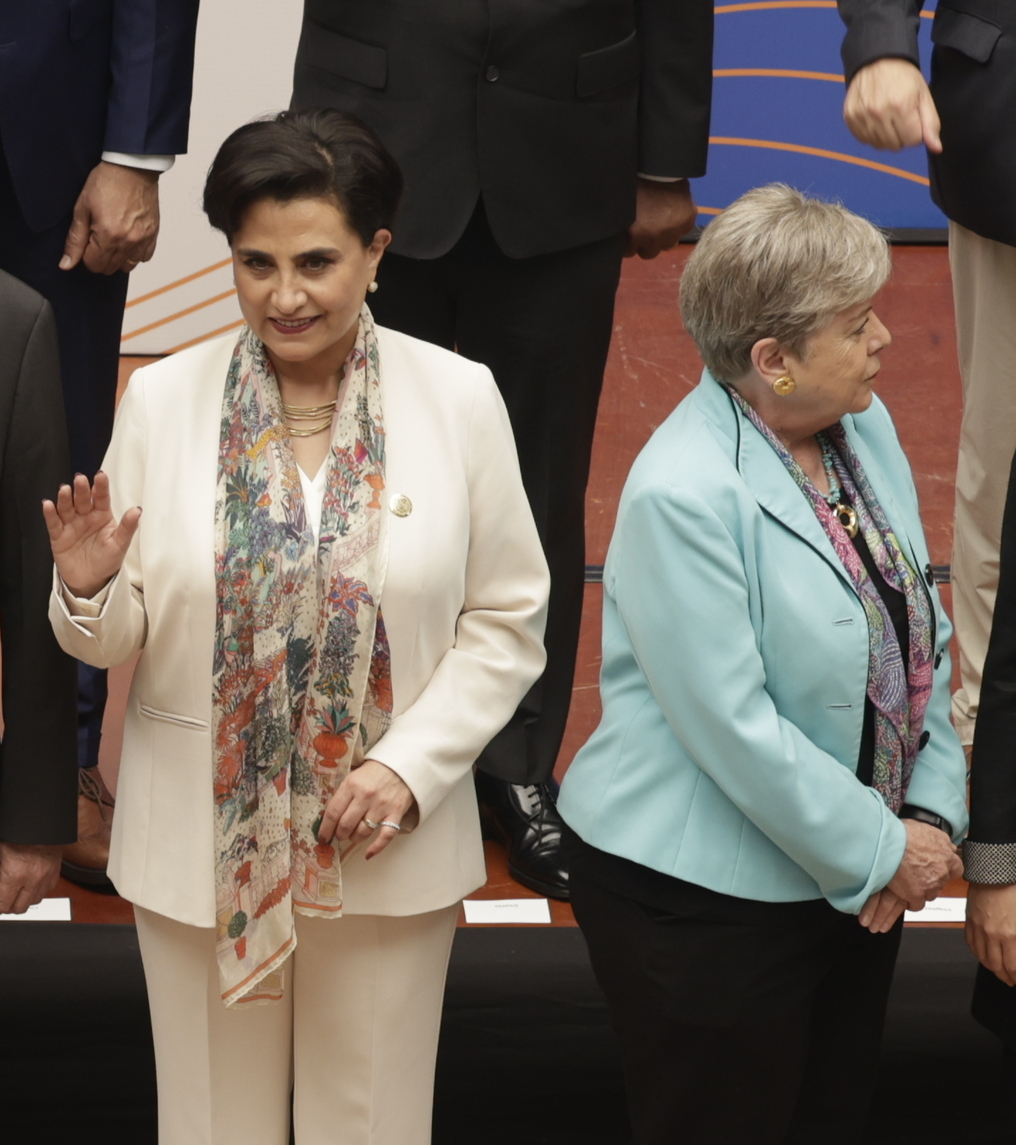
La canciller mexicana Alicia Bárcena le da la espalda a su homóloga ecuatoriana Gabriela Sommerfeld durante la toma de la fotografía oficial de la reunión ministerial de la Declaración de Los Ángeles en Ciudad de Guatemala, en mayo de 2024.

#### Asalto a la embajada de México
El 5 de abril de 2024, la administración de Noboa ordenó un operativo policial-militar para detener a Jorge Glas, quien se hallaba hospedado desde diciembre de 2023 dentro de la embajada mexicana en Ecuador. Durante el operativo, los policías agredieron a Roberto Canseco Martínez, jefe adjunto de la embajada. Esto violó la Convención de Viena sobre Relaciones Diplomáticas y la Convención sobre Asilo Diplomático de 1954 y fue una medida sin precedentes por parte de un gobierno latinoamericano con un sistema democrático. Tras el asalto, México anunció la ruptura de relaciones diplomáticas con el gobierno de Ecuador. El mismo día, el gobierno ecuatoriano compartió en su cuenta de X un comunicado oficial dedicado a la ciudadanía titulado: «Defendemos la soberanía nacional. Cero impunidad». En él se justificaba dicho acto como parte del combate a la corrupción. Se pidió no interferir en los asuntos internos de Ecuador y se reiteró el «respeto al pueblo mexicano». México demandó a Ecuador ante la Corte Internacional de Justicia el 11 de abril, pidiendo además suspender temporalmente a Ecuador de la Organización de las Naciones Unidas (ONU) mientras no haya una disculpa y el reconocimiento a la vulneración de la soberanía mexicana.
Los presidentes de los países que conforman la Comunidad de Estados Latinoamericanos y Caribeños (CELAC) se reunieron el 16 de abril a discutir el asalto, sin la participación de Noboa, quien envió a la canciller Gabriela Sommerfeld. El gobierno de Gustavo Petro anunció la suspensión del gabinete binacional entre Colombia y Ecuador existente desde 2012, considerando «muy grave» y un acto de «barbarie» el asalto. El gobierno de Nicolás Maduro anunció el cierre de la embajada de Venezuela en Ecuador, así como sus consulados en el país, declarando: «Las declaraciones del presidente Daniel Noboa, de que él se siente orgulloso de haber asaltado la embajada de México, diciendo que él no reconoce que las embajadas son territorio del país y que debe ser respetada como tal, es una amenaza directa a todos los países que tienen embajada en Ecuador».

## Asia

#### Israel y Palestina
Al día siguiente de la posesión, Noboa le asignó como únicas funciones a la vicepresidenta Verónica Abad la de «ser colaboradora para la paz y precautelar el escalamiento de la conflictividad entre Israel y Palestina». El 4 de diciembre, Abad fue nombrada formalmente por el presidente Noboa, como embajadora de Ecuador ante Israel. Arribó a la misión diplomática el 10 de diciembre.
Noboa declaró a The New Yorker que recibía inteligencia y seguridad del Mosad. Uno de sus guardias de seguridad privado es israelí.

## Europa

### Ucrania
Al margen de la toma de posesión de Milei, Noboa se reunió con el presidente ucraniano Volodímir Zelenski, quien lo elogió por su postura sobre la invasión de Rusia. Los dos discutieron la ampliación de las relaciones bilaterales, principalmente en torno a la seguridad y el comercio. Zelenski también invitó a Noboa a visitar Ucrania.

## Organismos internacionales

### ONU
Noboa se dirigió al Consejo de Seguridad de la ONU el 9 de diciembre de 2023 y destacó las actividades de las bandas criminales y la seguridad general como altas prioridades.